# West Valley (Nowy Jork)
West Valley – jednostka osadnicza w Stanach Zjednoczonych, w stanie Nowy Jork, w hrabstwie Cattaraugus.